# Gensare

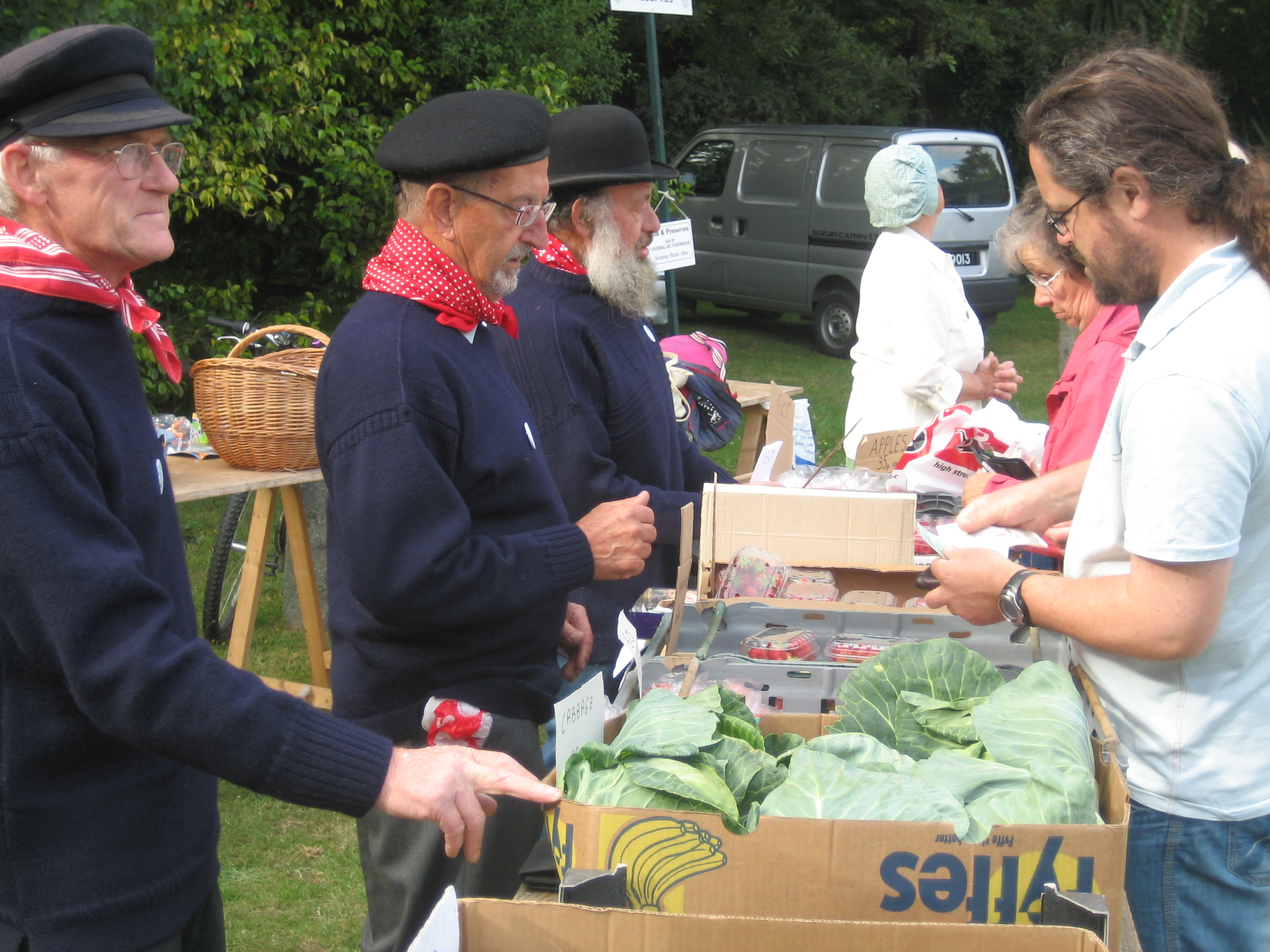
Fiskare från Guernsey i gensare.

En gensare (uttal med hårt g, av engelskans Guernsey shirt, 'tröja tillverkad på ön Guernsey i Engelska kanalen') är en tjock, stickad tröja i ylle som dras över huvudet. Gensaren var från början en fiskartröja som användes på Guernsey. Omkring första världskrigets början blev den något av mode, och användes av idrottsmän och barn.